# Хуго IV фон Залм-Райфершайт-Райц
Хуго IV Леополд Франц Карл Хиполит фон Залм-Райфершайт-Райц (на немски: Hugo Leopold Franz Karl Hippolyt, Fürst und Altgraf zu Salm-Reifferscheidt-Raitz; * 2 декември 1863, Виена; † 31 декември 1903, Райц (Rájec nad Svitavou), Моравия, Чехия) е от 1890 г. 4. княз и алтграф на Залм-Райфершайт-Райц, австрийски и моравски (1893 – 1903) народен представител.

## Произход
Той е големият син на 3. княз и алтграф Хуго Карл Франц фон Залм-Райфершайт-Райц (1832 – 1890) и съпругата му принцеса Елизабет фон и цу Лихтенщайн (1832 – 1894), дъщеря на княз Карл Йозеф Франц Ксавер Антон Йоханес Капистрано фон и цу Лихтенщайн (1790 – 1865) и графиня Франциска Мария Леополдина Бернхардина фон Врбна и Фройдентал (1799 – 1863). Брат е на алтграф Карл Боромеус Хуго фон Залм-Райфершайт-Райц (1871 – 1927).

## Фамилия
Хуго IV Леополд се жени на 31 август 1891 г. във Виена за графиня Елеонора Мария Хенриета Алойзия фон Щернберг (* 8 януари 1873, Похорелиц; † 3 октомври 1960, Виена), дъщеря на австрийския генерал граф Леополд фон Щернберг (1811 – 1899) и принцеса Луиза фон Хоенлое-Бартенщайн-Ягстберг (1840 – 1873), дъщеря на 6. княз Лудвиг Албрехт Константин фон Хоенлое-Бартенщайн-Ягстберг (1802 – 1850) и принцеса Хенриета Вилхелмина фон Ауершперг (1815 – 1901). Те имат една дъщеря и два сина:
- Елизабет Луиза Франциска Хенриета Леополдина Мария (* 10 август 1892, Бланско; † 18 ноември 1964, Виена), омъжена на 14 октомври 1920 г. във Виена за граф Паул Драскович де Тракостян (* 23 март 1884; † 22 октомври 1959)
- Хуго V Николаус Леополд Зигфрид Карл Йозеф Мария фон Залм-Райфершайт-Райц (* 14 октомври 1893, Бланско; † 2 март 1946, Райц/Рáжец над Свитавоу), 5. княз и алтграф на Залм-Райфершайт-Райц, женен на 23 ноември 1920 г. в замък Босковице, Моравия за графиня Леополдина фон Менсдорф-Поуили (* 6 септември 1895; † 30 март 1980); имат три дъщери и един син
- Леополд Антон Хуго Зигфрид Йозеф Мария (* 18 март 1897; † 16 февруари 1941), алтграф, неженен

Вдовицата му Елеонора фон Щернберг се омъжва втори път на 10 октомври 1907 г. във Виена за граф Александер ван дер Щратен-Понтхоц (1882 – 1949).